# 拉沙佩勒达邦当斯
拉沙佩勒达邦当斯（法語：La Chapelle-d'Abondance，法語發音：[la ʃapɛl dabɔ̃dɑ̃s]）是法国上萨瓦省的一个市镇，属于托农莱班区。

## 地理
拉沙佩勒达邦当斯（46°17'43"N, 6°47'15"E）面积37.85 平方千米，位于法国奥弗涅-罗讷-阿尔卑斯大区上萨瓦省，该省份为法国东部省份，历史上为薩伏依的一部分，北与瑞士接壤，西接安省，南至萨瓦省，东与瑞士和意大利接壤。
与拉沙佩勒达邦当斯接壤的市镇（或旧市镇、城区）包括：阿邦当斯、沙泰勒、诺韦勒、瓦什雷斯。
拉沙佩勒达邦当斯的时区为UTC+01:00、UTC+02:00（夏令时）。

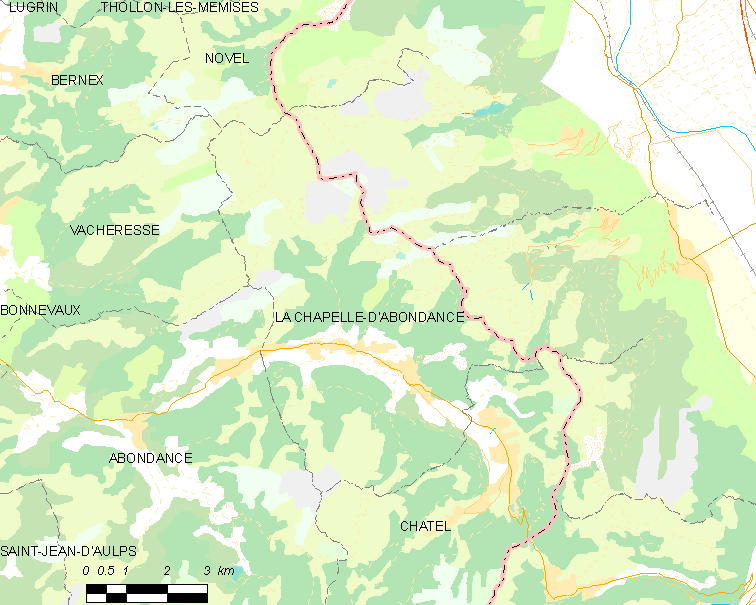
拉沙佩勒达邦当斯的OSM定位图

## 行政
拉沙佩勒达邦当斯的邮政编码为74360，INSEE市镇编码为74058。

## 政治
拉沙佩勒达邦当斯所属的省级选区为埃维昂莱班县。

## 人口

1962-2008年间拉沙佩勒达邦当斯人口变化图示

拉沙佩勒达邦当斯于2022年1月1日时的人口数量为873人。